# マッシモ・ブランビッラ
マッシモ・ブランビッラ（Massimo Brambilla, 1973年3月4日 - ）イタリア・ヴィメルカーテ出身の元サッカー選手、現サッカー指導者。ポジションは攻撃的MF。

## 略歴
1994-95シーズン、レジアナでセリエAにデビュー、1995-96シーズンはパルマへと移籍、ネヴィオ・スカラ監督からレギュラーに近い選手として起用されたが、カルロ・アンチェロッティに監督が交代すると、やや出場機会を減らし、シーズン途中にボローニャへと移籍。その後は、トリノ、カリアリなどでプレーした。
イタリアU-21代表としてUEFA U-21欧州選手権で優勝、1996年のアトランタオリンピックでは10番を任され、2試合に先発出場した。
2010年から指導者のキャリアを歩み始めると、2017年から就任したアタランタBCのプリマヴェーラでは4つのタイトルを獲得し、ムサ・バロウ、アマド・ディアロ、デヤン・クルゼフスキ、マルコ・カルネセッキ、ジョルジョ・スカルヴィーニら有望選手を輩出した。
2022年からユヴェントス Next Genの監督に就任した。